# Llista de monarques britànics

Escut d'armes dels Plantagenet

Els monarques britànics són aquells que han governat en algun dels dos regnes més importants de la Gran Bretanya, Escòcia i Anglaterra, o a la unió d'aquestes dues corones amb Irlanda primer i Irlanda del Nord després, formant el Regne Unit (de Gran Bretanya i Irlanda del Nord).

Estendard de la dinastia Tudor

## Evolució dels títols reials britànics
Al voltant del segle ix van sorgir a Gran Bretanya dos grans regnes: Escòcia i Anglaterra, cadascun dels quals portava aparellat el títol de rei. Aquesta situació es va mantenir fins al segle xii, ja que al conquerir part d'Irlanda, el monarca anglès Enric II, creà la Senyoria d'Irlanda, que va passar al seu fill petit Joan "Sense Terra", mentre que la corona d'Anglaterra requeia en el seu fill gran Ricard Cor de Lleó; en morir aquest últim, Joan es va convertir en rei d'Anglaterra i Senyor d'Irlanda. El títol es va mantenir en el temps, fins que Enric VIII d'Anglaterra va convertir la senyoria en regne, passant a anomenar-se rei d'Anglaterra i Irlanda. Precisament en morir sense descendència l'última de les seves filles, Elisabet, les corones anglesa i escocesa s'uniren en la persona de Jaume I d'Anglaterra i VI d'Escòcia, que va governar amb els títols de rei d'Escòcia, Anglaterra i Irlanda.
Aquest títol es va mantenir fins que Anna I va signar l'Acta d'Unió entre Anglaterra i Escòcia, passant a ser Reina de la Gran Bretanya i Irlanda. El successor d'Anna, Jordi I d'Anglaterra, va aportar l'electorat de Hannover a la llista de títols reals britànics. Posteriorment, una Llei d'Unió similar a la d'Anna, aquesta vegada entre Gran Bretanya i Irlanda, va ser signada per Jordi III del Regne Unit, que va passar a titular-se Rei del Regne Unit de Gran Bretanya i Irlanda. Posteriorment, aquest mateix monarca va aconseguir que el Congrés de Viena convertís l'electorat de Hannover en regne. El 1837, la seva neta Victòria no va poder conservar aquest títol a causa de la Llei Sàlica imperant a Hannover, cosa que va suposar, de fet, la fi del domini britànic sobre cap territori alemany. Victòria, però, va ser coronada posteriorment emperadriu de l'Índia, convertint-se per tant en Reina del Regne Unit de Gran Bretanya i Irlanda i Emperadriu de l'Índia. La independència d'Irlanda el 1922 i de l'Índia el 1947, va reduir el títol al de Rei/Reina del Regne Unit de Gran Bretanya i Irlanda del Nord, que és l'usat pel monarca actual.
Tanmateix, cal afegir que la culminació definitiva dels processos d'independència de cada un dels dominis i altres dependències de l'Imperi Britànic ha portat a la paradoxa que el rei d'Anglaterra sigui també el sobirà de diversos països completament independents repartits per tot el món: Del Canadà des del 1867, d'Austràlia des del 1901, de Jamaica des del 1962, de Barbados des del 1966, de Grenada des del 1974, de Papua Nova Guinea des del 1975, de les Illes Salomó i de Tuvalu des del 1978, de Saint Lucia i de Saint Vincent i les Grenadines des del 1979, de Belize i d'Antigua i Barbuda des del 1981, de Saint Christopher i Nevis des del 1983 i finalment de Nova Zelanda des del 1987.

## Llista de reis britànics
| Nom                                                                               | Període                |
| --------------------------------------------------------------------------------- | ---------------------- |
| La dinastia saxona                                                                |                        |
| Egbert                                                                            | 802-839                |
| Ethelwulf, fill de l'anterior.                                                    | 839-858                |
| Ethelbald, fill de l'anterior.                                                    | 858-860                |
| Ethelbert, germà de l'anterior.                                                   | 860-865                |
| Etelred I, germà de l'anterior                                                    | 865-871                |
| Alfred el Gran                                                                    | 871-899                |
| Eduard el Vell                                                                    | 899-924                |
| Etelweard                                                                         | 924                    |
| Ethelstan                                                                         | 924-939                |
| Edmund I el Magnífic                                                              | 939-946                |
| Edred                                                                             | 946-955                |
| Eduí                                                                              | 955-959                |
| Edgard                                                                            | 959-975                |
| Sant Eduard II el Màrtir                                                          | 975-978                |
| Etelred II                                                                        | 978-1013 1014-1016     |
| Edmund II                                                                         | 978-1013 1014-1016     |
| La dinastia danesa (Durant els primers anys hi hagué pretendents saxons al tron). |                        |
| Svend                                                                             | 1013-1014              |
| Canut I el Gran                                                                   | 1016-1035              |
| Harold I                                                                          | 1035-1040              |
| Canut II (Canut Hardecanut)                                                       | 1040-1042              |
| La dinastia saxona (restauració)                                                  |                        |
| Sant Eduard III, el Confessor                                                     | 1042-1066              |
| Harold II                                                                         | 1066                   |
| Edgard Ætheling                                                                   | 1066                   |
| La dinastia de Normandia                                                          |                        |
| Guillem I                                                                         | 1066-1087              |
| Guillem II "Rufus"                                                                | 1087-1100              |
| Enric I                                                                           | 1100-1135              |
| Esteve I                                                                          | 1135-1154              |
| Matilde I                                                                         | (no arribà a governar) |
| La dinastia Plantagenet                                                           |                        |
| Enric II "Plantagenêt", comte d'Anjou                                             | 1154-1189              |
| Ricard I "Cor de Lleó"                                                            | 1189-1199              |

| Nom                    | Període         |
| ---------------------- | --------------- |
| La dinastia d'Alpin    |                 |
| Kenneth I              | 843-858         |
| Donald I               | 858-862         |
| Constantí I            | 862-877         |
| Aedh                   | 877-878         |
| Eochaid                | 878-889         |
| Giric                  | 878-889         |
| Donald II              | 889-900         |
| Constantí II           | 900-943         |
| Malcolm I              | 943-954         |
| Indulf                 | 954-962         |
| Dubh                   | 962-966         |
| Culen                  | 966-971         |
| Kenneth II             | 971-995         |
| Constantí III          | 995-997         |
| Kenneth III            | 997-1005        |
| Malcolm II             | 1005-1034       |
| Duncan I               | 1034-1040       |
| Macbeth                | 1040-1057       |
| Lulach                 | 1057-1058       |
| La dinastia de Dunkeld |                 |
| Malcolm III            | 1058-1093       |
| Donald III             | 1093-1094 -1097 |
| Duncan II              | 1094            |
| Edgard                 | 1097-1107       |
| Alexandre I            | 1107-1124       |
| David I                | 1124-1153       |
| Malcolm IV             | 1153-1165       |
| Guillem I              | 1165-1214       |

| Nom                                                                               | Període                |
| --------------------------------------------------------------------------------- | ---------------------- |
| La dinastia saxona                                                                |                        |
| Egbert                                                                            | 802-839                |
| Ethelwulf, fill de l'anterior.                                                    | 839-858                |
| Ethelbald, fill de l'anterior.                                                    | 858-860                |
| Ethelbert, germà de l'anterior.                                                   | 860-865                |
| Etelred I, germà de l'anterior                                                    | 865-871                |
| Alfred el Gran                                                                    | 871-899                |
| Eduard el Vell                                                                    | 899-924                |
| Etelweard                                                                         | 924                    |
| Ethelstan                                                                         | 924-939                |
| Edmund I el Magnífic                                                              | 939-946                |
| Edred                                                                             | 946-955                |
| Eduí                                                                              | 955-959                |
| Edgard                                                                            | 959-975                |
| Sant Eduard II el Màrtir                                                          | 975-978                |
| Etelred II                                                                        | 978-1013 1014-1016     |
| Edmund II                                                                         | 978-1013 1014-1016     |
| La dinastia danesa (Durant els primers anys hi hagué pretendents saxons al tron). |                        |
| Svend                                                                             | 1013-1014              |
| Canut I el Gran                                                                   | 1016-1035              |
| Harold I                                                                          | 1035-1040              |
| Canut II (Canut Hardecanut)                                                       | 1040-1042              |
| La dinastia saxona (restauració)                                                  |                        |
| Sant Eduard III, el Confessor                                                     | 1042-1066              |
| Harold II                                                                         | 1066                   |
| Edgard Ætheling                                                                   | 1066                   |
| La dinastia de Normandia                                                          |                        |
| Guillem I                                                                         | 1066-1087              |
| Guillem II "Rufus"                                                                | 1087-1100              |
| Enric I                                                                           | 1100-1135              |
| Esteve I                                                                          | 1135-1154              |
| Matilde I                                                                         | (no arribà a governar) |
| La dinastia Plantagenet                                                           |                        |
| Enric II "Plantagenêt", comte d'Anjou                                             | 1154-1189              |
| Ricard I "Cor de Lleó"                                                            | 1189-1199              |

| Nom                    | Període         |
| ---------------------- | --------------- |
| La dinastia d'Alpin    |                 |
| Kenneth I              | 843-858         |
| Donald I               | 858-862         |
| Constantí I            | 862-877         |
| Aedh                   | 877-878         |
| Eochaid                | 878-889         |
| Giric                  | 878-889         |
| Donald II              | 889-900         |
| Constantí II           | 900-943         |
| Malcolm I              | 943-954         |
| Indulf                 | 954-962         |
| Dubh                   | 962-966         |
| Culen                  | 966-971         |
| Kenneth II             | 971-995         |
| Constantí III          | 995-997         |
| Kenneth III            | 997-1005        |
| Malcolm II             | 1005-1034       |
| Duncan I               | 1034-1040       |
| Macbeth                | 1040-1057       |
| Lulach                 | 1057-1058       |
| La dinastia de Dunkeld |                 |
| Malcolm III            | 1058-1093       |
| Donald III             | 1093-1094 -1097 |
| Duncan II              | 1094            |
| Edgard                 | 1097-1107       |
| Alexandre I            | 1107-1124       |
| David I                | 1124-1153       |
| Malcolm IV             | 1153-1165       |
| Guillem I              | 1165-1214       |

| Nom                                   | Període   |
| ------------------------------------- | --------- |
| La dinastia Plantagenet (continuació) |           |
| Joan                                  | 1199-1216 |
| Enric III                             | 1216-1272 |
| Eduard I "Cames llargues"             | 1272-1307 |
| Eduard II                             | 1307-1327 |
| Eduard III                            | 1327-1377 |
| Ricard II                             | 1377-1399 |
| La dinastia de Lancaster              |           |
| Enric IV, duc de Lancaster            | 1399-1413 |
| Enric V                               | 1413-1422 |
| Enric VI                              | 1422-1461 |
| La dinastia de York                   |           |
| Eduard IV, duc de York                | 1461-1483 |
| Eduard V                              | 1483      |
| Ricard III                            | 1483-1485 |
| La dinastia Tudor                     |           |
| Enric VII                             | 1485-1509 |

| Nom                                                                  | Període   |
| -------------------------------------------------------------------- | --------- |
| La dinastia de Dunkeld (continuació)                                 |           |
| Alexandre II                                                         | 1214-1249 |
| Alexandre III                                                        | 1249-1286 |
| Margarida I                                                          | 1286-1290 |
| La dinastía de Balliol                                               |           |
| Joan Balliol                                                         | 1292-1296 |
| La dinastia de Bruce                                                 |           |
| Robert I                                                             | 1306-1329 |
| David II                                                             | 1329-1371 |
| La dinastia de Balliol Eduard Balliol i David II lluitaren pel tron. |           |
| Eduard Balliol                                                       | 1332-1338 |
| La dinastia d'Estuard                                                |           |
| Robert II                                                            | 1371-1390 |
| Robert III                                                           | 1390-1406 |
| Jaume I                                                              | 1406-1437 |
| Jaume II                                                             | 1437-1460 |
| Jaume III                                                            | 1460-1488 |
| Jaume IV                                                             | 1488-1513 |

| Nom                             | Període   |
| ------------------------------- | --------- |
| La dinastia Tudor (continuació) |           |
| Enric VIII                      | 1509-1547 |
| Eduard VI                       | 1547-1553 |
| Lady Jane Grey                  | 1553      |
| Maria I                         | 1553-1558 |
| Elisabet I                      | 1558-1603 |

| Nom                                 | Període   |
| ----------------------------------- | --------- |
| La dinastia d'Estuard (continuació) |           |
| Jaume V                             | 1513-1542 |
| Maria I                             | 1542-1567 |
| Jaume VI d'Escòcia                  | 1567-1625 |

| Reis d'Escòcia, Anglaterra i Irlanda |                                         |
| Nom | Període                                 |
| La dinastia d'Estuard (continuació en el cas d'Escòcia) |                                         |
| Jaume I d'Anglaterra i VI d'Escòcia | 1567 (Escòcia), 1603 (Anglaterra) –1625 |
| Carles I | 1625-1649                               |
| La República d'Anglaterra i el Protectorat La república durà fins 1653, i la succeí el protectorat que acabà en 1659 i fou seguida d'anarquia fins a la restauració de 1660. |                                         |
| Oliver Cromwell | 1653-1658                               |
| Richard Cromwell | 1658-1659                               |
| La dinastia d'Estuard (Restauració anglesa) |                                         |
| Carles II "el monarca alegre" | 1660-1685                               |
| Jaume II d'Anglaterra i VII d'Escòcia | 1685-1689                               |
| Maria II, Princesa d'Orange | 1689-1694                               |
| Guillem III, Príncep d'Orange | 1689-1702                               |

| Reis de la Gran Bretanya i Irlanda  |           |
| Nom                                 | Període   |
| La dinastia d'Estuard (continuació) |           |
| Anna I                              | 1702-1714 |

| Reis de la Gran Bretanya i Irlanda i electors de Hannover |           |
| Nom                                                       | Període   |
| La dinastia Hannover                                      |           |
| Jordi I                                                   | 1714-1727 |
| Jordi II                                                  | 1727-1760 |

| Reis del Regne Unit de la Gran Bretanya i Irlanda i del Regne de Hannover |                                      |
| Nom                                                                       | Període                              |
| La dinastia de Hannover (continuació)                                     |                                      |
| Jordi III                                                                 | 1760-1820 (Rei de Hanover:1814-1820) |
| Jordi IV                                                                  | 1820-1830                            |
| Guillem IV                                                                | 1830-1837                            |

| Reis del Regne Unit de la Gran Bretanya i Irlanda i emperadors de l'Índia |           |
| Nom                                                                       | Període   |
| La dinastia de Hannover (continuació)                                     |           |
| Victòria I                                                                | 1837-1901 |
| La Dinastia Saxònia-Coburg i Gotha                                        |           |
| Eduard VII                                                                | 1901-1910 |

| Reis del Regne Unit de la Gran Bretanya i Irlanda del Nord i emperadors de l'Índia |           |
| Nom                                                                                | Període   |
| Saxònia-Coburg i Gotha / Casa de Windsor                                           |           |
| Jordi V                                                                            | 1910-1936 |
| Eduard VIII                                                                        | 1936      |
| Jordi VI                                                                           | 1936-1952 |

| Reis del Regne Unit de la Gran Bretanya i Irlanda del Nord |              |
| Nom                                                        | Període      |
| La Saxònia-Coburg i Gotha / Casa de Windsor (continuació)  |              |
| Elisabet II                                                | 1952-2022    |
| Carles III                                                 | Des del 2022 |